# Madson (calciatore 1986)
Madson Formagini Caridade, detto Madson (Volta Redonda, 21 maggio 1986), è un ex calciatore brasiliano, di ruolo centrocampista.

## Caratteristiche tecniche
Gioca come centrocampista offensivo.

## Carriera

### Club
Nato a Volta Redonda, nello stato di Rio de Janeiro, Mádson cominciò la carriera con il  club della sua città. Nel 2005, attirò l'attenzione del Vasco da Gama, e ottenne l'ingaggio nelle giovanili, allora guidate da Toninho Barroso. Al São Januário fece una buona impressione.

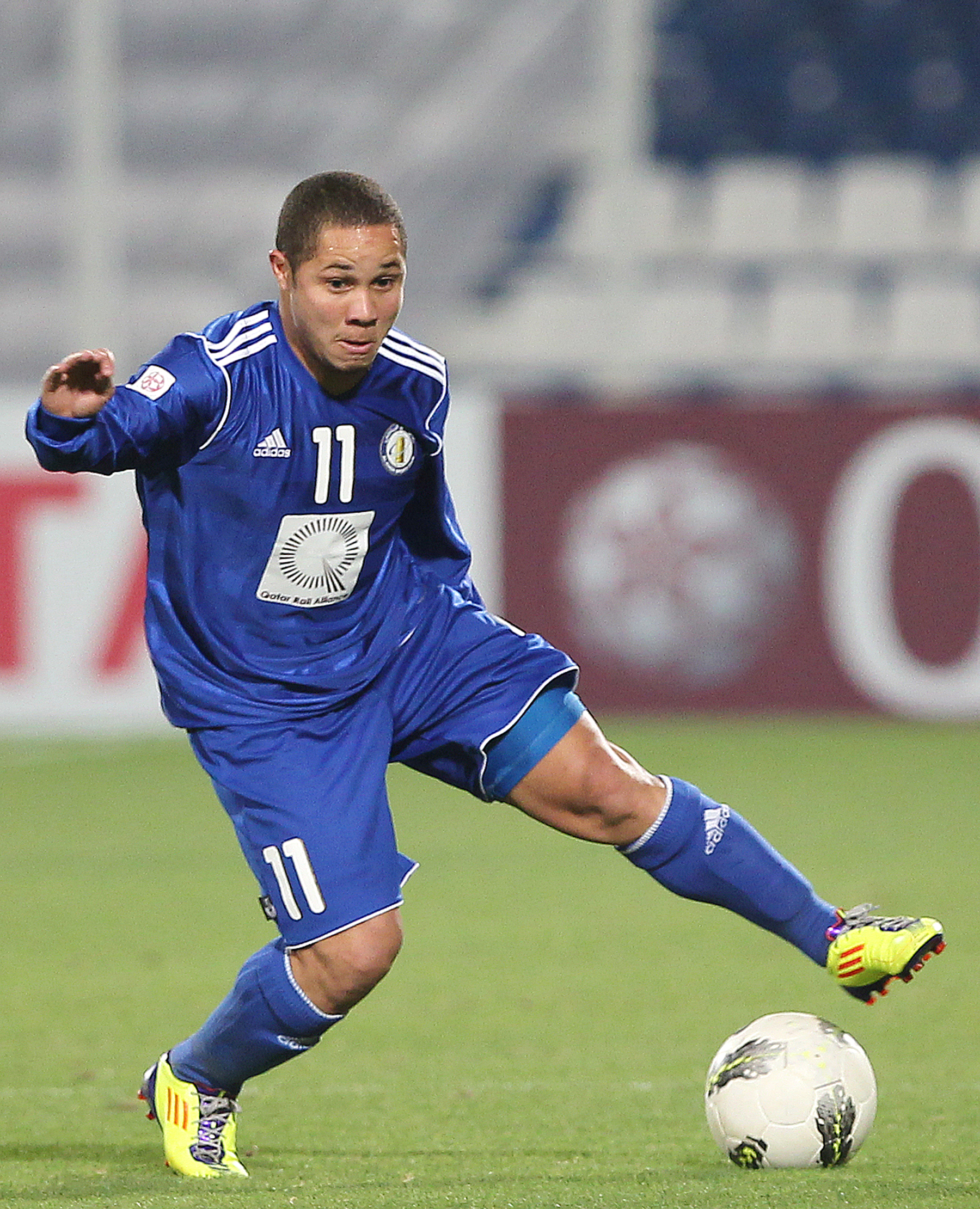
Madson con la maglia dell'.

Nel 2006 fu promosso in prima squadra dal tecnico Renato Gaúcho. Inizialmente non giocava spesso, e la situazione non migliorò con l'esonero di Renato Gaúcho e l'arrivo di Celso Roth alla guida del Vasco nel 2007.
A metà 2007, Madson fu mandato in prestito al Duque de Caxias, club che cercava in quel periodo la promozione alla prima divisione del Campionato Carioca.  Nel Duque de Caxias fu scelto come miglior giocatore della Série B do Campeonato Carioca de 2007 e raggiunse la promozione alla Prima Divisione Carioca. Nel 2008, fu nuovamente mandato in prestito al club per il Campeonato Carioca. Terminato il Campionato statale, Madson fu mandato in prestito all'América de Natal per il Campeonato Brasileiro Série B. la mancanza di giocatori mancini al Vasco convinse il tecnico Antônio Lopes a reintegrarlo nella rosa del club.
Tornato al São Januário, diventò titolare, sostituendo il laterale Calisto, messo sotto contratto dal Rubin all'inizio dell'anno. Antônio Lopes motivò la scelta di schierare Mádson con le caratteristiche del giocatore, particolarmente adatte al gioco offensivo.
Nel maggio 2008, nel quarto di finale di Copa do Brasil contro il Corinthians (AL), al São Januário, Mádson giocò bene e si confermò titolare in un ruolo più offensivo.
Con il trasferimento di Morais al Corinthians, Madson tornò al suo vecchio ruolo, quello di centrocampista offensivo. Dopo la retrocessione del Vasco in Série B, Madson si accasò al Santos il 2 gennaio 2009.
Dopo un buon inizio rimase coinvolto in uno scandalo con i compagni di squadra Zé Eduardo e Felipe, così il 3 dicembre 2010 fu ceduto in prestito all'Athl. Paranaense per la stagione 2011. Tornato al Santos dopo qualche mese per aver "violato le regole interne al club", rimase ai margini della società e nel 2012 fu prestato al club qatariota dell'Al-Khor con contratto di cinque mesi. La permanenza in Qatar durò però sei anni.
Il 26 dicembre 2018 fu ingaggiato dal Fortaleza, neopromosso in Série A.

## Palmarès

### Club

#### Competizioni nazionali
- Campionato paulista: 2

Santos: 2010, 2011
- Coppa del Brasile: 1

Santos: 2010